# 北緯39度線
北緯39度線（ほくい39どせん）は、地球の赤道面より北に地理緯度にして39度の角度を成す緯線。ヨーロッパ、地中海、アジア、太平洋、北アメリカ、大西洋を通過する。この緯度の下では、夏至点時の可照時間は14時間54分で、冬至点時は9時間26分である。
アメリカ合衆国では、カリフォルニア州の東部の境界が、西経120度線の北緯42度線から北緯39度線までの間と、西経120度線・北緯39度線の交点とコロラド川・北緯35度線の交点とを結ぶ直線と定められている。

## 通過する地域一覧
北緯39度線は、本初子午線から東に向かって以下の場所を通っている。
| 地理座標                                               | 国土・領土・領海 | 備考 |
| ------------------------------------------------------ | ---------------- | --- |
| 北緯39度0分 東経0度0分 / 北緯39.000度 東経0.000度      | 地中海           | |
| 北緯39度0分 東経1度17分 / 北緯39.000度 東経1.283度     | スペイン         | イビサ島 |
| 北緯39度0分 東経1度35分 / 北緯39.000度 東経1.583度     | 地中海           | スペイン・カブレーラ島の南を通過 |
| 北緯39度0分 東経8度23分 / 北緯39.000度 東経8.383度     | イタリア         | サンタンティーオコ島、サルデーニャ島 |
| 北緯39度0分 東経9度1分 / 北緯39.000度 東経9.017度      | 地中海           | ティレニア海 - イタリア・ストロンボリ島の北を通過 |
| 北緯39度0分 東経16度8分 / 北緯39.000度 東経16.133度    | イタリア         | |
| 北緯39度0分 東経17度10分 / 北緯39.000度 東経17.167度   | 地中海           | イオニア海 |
| 北緯39度0分 東経20度42分 / 北緯39.000度 東経20.700度   | ギリシャ         | 本土、エヴィア島 |
| 北緯39度0分 東経23度22分 / 北緯39.000度 東経23.367度   | エーゲ海         | ギリシャ・スキロス島の北を通過 |
| 北緯39度0分 東経26度17分 / 北緯39.000度 東経26.283度   | ギリシャ         | レスボス島 |
| 北緯39度0分 東経26度32分 / 北緯39.000度 東経26.533度   | エーゲ海         | |
| 北緯39度0分 東経26度48分 / 北緯39.000度 東経26.800度   | トルコ           | |
| 北緯39度0分 東経44度11分 / 北緯39.000度 東経44.183度   | イラン           | |
| 北緯39度0分 東経45度26分 / 北緯39.000度 東経45.433度   | アゼルバイジャン | ナヒチェヴァン自治共和国 |
| 北緯39度0分 東経46度6分 / 北緯39.000度 東経46.100度    | アルメニア       | |
| 北緯39度0分 東経46度31分 / 北緯39.000度 東経46.517度   | アゼルバイジャン | |
| 北緯39度0分 東経46度41分 / 北緯39.000度 東経46.683度   | イラン           | |
| 北緯39度0分 東経48度21分 / 北緯39.000度 東経48.350度   | アゼルバイジャン | |
| 北緯39度0分 東経49度11分 / 北緯39.000度 東経49.183度   | カスピ海         | |
| 北緯39度0分 東経53度2分 / 北緯39.000度 東経53.033度    | トルクメニスタン | Ogurja Ada島 |
| 北緯39度0分 東経53度3分 / 北緯39.000度 東経53.050度    | カスピ海         | |
| 北緯39度0分 東経53度53分 / 北緯39.000度 東経53.883度   | トルクメニスタン | |
| 北緯39度0分 東経64度6分 / 北緯39.000度 東経64.100度    | ウズベキスタン   | |
| 北緯39度0分 東経68度7分 / 北緯39.000度 東経68.117度    | タジキスタン     | |
| 北緯39度0分 東経73度49分 / 北緯39.000度 東経73.817度   | 中華人民共和国   | 新疆ウイグル自治区 青海省 甘粛省 青海省 甘粛省 青海省 (約7km) 甘粛省 (約30km) 青海省 (約17km) 甘粛省 内モンゴル自治区 (約16km) 甘粛省 (約6km) 内モンゴル自治区 甘粛省 内モンゴル自治区 寧夏回族自治区 内モンゴル自治区 陝西省 山西省 河北省 天津市 （市の中心部の南を通過） |
| 北緯39度0分 東経117度46分 / 北緯39.000度 東経117.767度 | 黄海             | 渤海 |
| 北緯39度0分 東経121度19分 / 北緯39.000度 東経121.317度 | 中華人民共和国   | 遼寧省 (遼東半島) - 大連市の北を通過 |
| 北緯39度0分 東経121度51分 / 北緯39.000度 東経121.850度 | 黄海             | Zhangzi島とHaiyang島の南を通過 |
| 北緯39度0分 東経125度12分 / 北緯39.000度 東経125.200度 | 北朝鮮           | 平壌を通過 |
| 北緯39度0分 東経127度50分 / 北緯39.000度 東経127.833度 | 日本海           | |
| 北緯39度0分 東経139度51分 / 北緯39.000度 東経139.850度 | 日本             | 本州: - 山形県 - 秋田県 - 岩手県 - 宮城県 - 約1km - 岩手県 |
| 北緯39度0分 東経141度44分 / 北緯39.000度 東経141.733度 | 太平洋           | |
| 北緯39度0分 西経123度42分 / 北緯39.000度 西経123.700度 | アメリカ合衆国   | カリフォルニア州 ネバダ州 ユタ州 コロラド州 カンザス州 ミズーリ州 イリノイ州 インディアナ州 ケンタッキー州 オハイオ州 ウェストバージニア州 バージニア州 メリーランド州 - チェサピーク・ベイ・ブリッジを通過 デラウェア州                                                    |
| 北緯39度0分 西経75度20分 / 北緯39.000度 西経75.333度   | デラウェア湾     | |
| 北緯39度0分 西経74度57分 / 北緯39.000度 西経74.950度   | アメリカ合衆国   | ニュージャージー州 |
| 北緯39度0分 西経74度47分 / 北緯39.000度 西経74.783度   | 大西洋           | ポルトガル・アゾレス諸島・グラシオーザ島（南端にほぼ接する）とサンジョルジェ島の間を通過 |
| 北緯39度0分 西経9度25分 / 北緯39.000度 西経9.417度     | ポルトガル       | |
| 北緯39度0分 西経6度58分 / 北緯39.000度 西経6.967度     | スペイン         | |
| 北緯39度0分 西経0度9分 / 北緯39.000度 西経0.150度      | 地中海           | |